# Chico (Washington)
Chico es un área no incorporada ubicada en el condado de Kitsap en el estado estadounidense de Washington.

## Geografía
Chico se encuentra ubicado en las coordenadas 47°36′42″N 122°42′33″O / 47.61167, -122.70917.